# Lista de capítulos de Gakkou Gurashi!

Gakkou Gurashi!, uma série de mangás escrita por Norimitsu Kaihō e ilustrada por Sadoru Chiba, foi serializada pela Manga Time Kirara Forward da Houbunsha de 24 de maio de 2012 a 22 de novembro de 2019. No entanto, entre julho e dezembro de 2017 a série entrou num hiato. Doze volumes tankōbon foram bublicados de 12 de dezembro de 2012 e 10 de janeiro de 2020.
Uma sequência foi lançada para o mangá chamada Gakkou Gurashi Otayori (がっこうぐらし！～おたより～, Gakkō Gurashi! Otayori), sendo serializada pela mesma revista de 24 de junho de 2020 a 24 de agosto de 2021.

## Volumes
| 1. "Começo" (はじまり, Hajimari) 2. "Memória" (おもいで, Omoide) 3. "Ano Seguinte" (らいねん, Rainen) | 1. "Professora" (せんせい, Sensei) 2. "Ilusão" (まぼろし, Maboroshi) 3. "Carta" (おてがみ, Otegami) |

| 1. "Todo Dia" (まいにち, Mainichi) 2. "Viagem de Campo" (えんそく, Ensoku) 3. "Tirando um Descanso" (よりみち, Yorimichi) | 1. "Compras" (おかいもの, Okaimono) 2. "Encontro" (であい, Deai) 3. "Estou de Volta" (ただいま, Tadaima) |

| 1. "Bem-Vinda" (ようこそ, Yōkoso) 2. "Festival Esportivo" (うんどうかい, Undoukai) 3. "Interrogação" (といかけ, Toikake) | 1. "Memórias" (おもいのたけ, Omoinotake) 2. "Cachorro" (わんこ, Wanko) 3. "Mais uma vez" (もういちど, Mō Ichido) |

| 1. "Cicatriz" (きずあと, Kizuato) 2. "Professora" (せんせい, Sensei) 3. "Bom Dia" (おはよう, Ohayō) | 1. "Um Dia" (いつか, Itsuka) 2. "Futuro" (しょうらい, Shōrai) 3. "De Agora em Diante" (これから, Kore Kara) |

| 1. "Festival" (おまつり, Omatsuri) 2. "Do Céu" (そらからの, Sora Kara No) 3. "Refúgio" (ひなん, Hinan) | 1. "Paraíso" (らくえん, Rakuen) 2. "Despedida" (おわかれ, Owakare) 3. "Graduação" (そつぎょう, Sotsugyō) |

| 1. "Configuração Desligada" (たびだち, Tabidachi) 2. "Carro" (くるま, Kuruma) 3. "Segredo" (ひみつ, Himitsu) | 1. "Irmãzinha" (いもうと, Imōto) 2. "Voz" (こえ, Koe) 3. "É Ótimo Conhecer-te" (はじめまして, Hajimemashite) |

| 1. "Matrícula" (にゅうがく, Nyuugaku) 2. "Bem-Vindas" (かんげい, Kangei) 3. "Livro" (ほん, Hon) | 1. "Cada Uma" (それぞれ, Sorezore) 2. "Esportes" (うんどう, Undō) 3. "Rachadura" (きれつ, Kiretsu) |

| 1. "Memorial" (ついとう, Tsuitō) 2. "Amanhã" (あした, Ashita) 3. "Luta" (たたかい, Tatakai) | 1. "Sacrifício" (ぎせい, Gisei) 2. "Política" (ほうしん, Hōshin) 3. "Dor" (いたみ, Itami) |

| 1. "Escolha" (せんたく, Sentaku) 2. "Transmitir" (つかえる, Tsukaeru) 3. "Responsabilidade" (せきにん, Sekinin) | 1. "Até o Fim" (さいごまで, Saigomade) 2. "Briga" (あがき, Agaki) 3. "Vida" (いのち, Inochi) |

| 1. "Olheiras" (すかうど, Sukaudo) 2. "Infecção" (かんせん, Kansen) 3. "Terraço" (おくしょう, Okushō) 4. "Prova" (あかし, Akashi) | 1. "Compania" (かいしゃ, Kaisha) 2. "Mentira" (うそ, Uso) 3. "Esperaça" (きほう, Kihō) 4. "Todas" (みんな, Minna) |

| 1. "Sentindo-se Bem" (きもちいい, Kimochiī) 2. "Fugir" (とうぼう, Tōbō) 3. "Por um Triz" (ぎりぎり, Girigiri) 4. "Erro" (えらー, Erā) | 1. "A Verdade" (しんじつ, Shinjitsu) 2. "Juntas" (いっしょに, Isshoni) 3. "Boa Noite" (おやすみ, Oyasumi) |

| 1. "Reunião" (さいかい, Saikai) 2. "Partiu" (もういない, Mōinai) 3. "Segure Firme" (がまん, Gaman) 4. "Passado" (かこ, Kako) 5. "Determinação" (かくご, Kakugo) | 1. "Eu Voltarei" (いってきます, Ittekimasu) 2. "Talvez Eu Queime" (もえつきても, Moetsukite Mo) 3. "Estou Aqui" (ここにいます, Kokoni Imasu) 4. "Te Vejo Amanhã" (またあした, Mata Ashita) |